# Aeroporto di Perm'
L'aeroporto di Perm', noto anche come aeroporto Bol'šoe-Savino è un aeroporto internazionale situato a 15 km a sud-ovest di Perm', nella regione del Territorio di Perm', nella Russia europea.
È un aeroporto che condivide sia il traffico civile che le operazioni militari. È infatti qui dislocato un reggimento dell'aeronautica russa con aerei intercettori.
L'aeroporto di Perm' è lo scalo d'emergenza più vicino per l'aeroporto di Syktyvkar.

## Storia
- 15 febbraio 1965 - apertura dell'aeroporto Bol'šoe-Savino, inaugurazione del volo Ekaterinburg - Perm' - Mosca con aerei Ilyushin Il-18.
- 16 febbraio 1967 - inaugurazione del moderno Terminal Passeggeri all'aeroporto Bol'šoe-Savino.

## Strategia
Nell'aprile 2013 l'Antitrust della Russia ha iniziato un'indagine per quanto riguarda la scelta del progetto della costruzione del nuovo Terminal all'aeroporto di Perm'.
L'indagine è partita in seguito all'articolo nel quotidiano locale Permskij Obozrevatel' (in russo: Пермский обозреватель) che criticava i metodi della Commissione creata all'aeroporto per la scelta dell'investitore strategico per lo sviluppo dello scalo aeroportuale internazionale.
In particolare, si evidenziava il fatto dell'esclusione dalla gara della Holding BaselAero che gestisce gli aeroporti russi di Anapa, Krasnodar e Soči.

## Collegamenti con Perm'
Il terminal aeroportuale è facilmente raggiungibile dall'autostazione di Perm' con la linea 42 del trasporto pubblico municipale e con la linea 42 di taxi-navetta in partenza di fronte all'autostazione. Il tempo di percorrenza è di circa 40 minuti.